# A Bela Junie
A Bela Junie (em francês: La Belle Personne) é um filme de drama francês de 2008, realizado por Christophe Honoré e protagonizado por Louis Garrel, Léa Seydoux e Grégoire Leprince-Ringuet. O argumento é uma adaptação livre do romance La Princesse de Clèves, de Madame de La Fayette, feita por Christophe Honoré e Gilles Taurand.
Originalmente estava previsto ser um telefilme, tendo sido estreado no canal de televisão Arte - coprodutor do filme - cinco dias antes do seu lançamento nas salas de cinema francesas.

## Sinopse
Junie, uma jovem de 16 anos, vai viver com os seus tios após a morte da sua mãe. Ela entra na mesma turma do seu primo Matthias. Este apresenta-a ao seu grupo de amigos que desde logo se começam a interessar por ela, mas Junie escolhe o mais discreto do grupo, Otto, com quem inicia uma relação amorosa.
Nemours, o professor de italiano de Junie, é um sedutor que desperta paixões tanto entre professoras quanto alunas, correspondendo à maioria, em geral ao mesmo tempo. Porém, também ele é afetado pela presença da nova aluna, por quem acaba por se apaixonar. Junie também se sente atraída por Nemours, mas não se mostra disposta a ceder a essa atração.

## Elenco
Entre parênteses indica-se as correspondências com as personagens de La Princesse de Clèves.
- Louis Garrel… Jacques Nemours (o duque de Nemours)
- Léa Seydoux… Junie de Chartres (a princesa de Clèves)
- Grégoire Leprince-Ringuet… Otto (o príncipe de Clèves)
- Esteban Carvajal Alegria… Matthias de Chartres (o visconde de Chartres)
- Anaïs Demoustier… Catherine (a rainha Catarina de Médici)
- Agathe Bonitzer… Marie Valois (a rainha Maria Stuart)
- Simon Truxillo… Henri Valois (o rei Henrique II)
- Jacob Lyon… Jacob (o duque de Guise)
- Tanel Derard… Tanel
- Martin Simeon… Martin
- Jeanne Audiard… Jeanne
- Esther Garrel… Esther
- Clotilde Hesme… Sra. de Tournon, a documentalista (Sra. de Tournon)
- Valérie Lang… Florence Perrin
- Chantal Neuwirth… Nicole, a dona do Café Sully
- Jean-Michel Portal… Estouteville, o professor de matemática
- Dominic Gould… o professor de inglês
- Alice Butaud… a professora de russo
- Matilde Incerti… a professora de francês
- Chiara Mastroianni… a garota do café

## Banda sonora
1. "Elle était si jolie" — Alain Barrière
2. "Way To the Blue" — Nick Drake
3. "Fly" — Nick Drake
4. "Day Is Done" — Nick Drake
5. "Northern Sky" — Nick Drake
6. "Comme La Pluie" — Grégoire Leprince-Ringuet
7. "Le Clavier Bien Tempéré" — Luc Beauséjour Kapagama
8. "Il Dolce Suono" — Maria Callas

## Prémios e nomeações
Festival de Cinema Europeu de Lecce 2009 (Itália)
| Categoria                                             | Resultado |
| ----------------------------------------------------- | --------- |
| Melhor argumento — Christophe Honoré e Gilles Taurand | Venceu    |

César 2009 (França)
| Categoria                                                      | Resultado |
| -------------------------------------------------------------- | --------- |
| César de melhor adaptação - Christophe Honoré e Gilles Taurand | Indicado  |
| César de melhor ator revelação - Grégoire Leprince-Ringuet     | Indicado  |
| César de melhor atriz revelação - Léa Seydoux                  | Indicado  |